# 拉菲尔·阿劳约
拉菲尔·保罗·阿劳约（葡萄牙語：Rafael Paulo Araújo，1980年8月12日—），出生于巴西庫里奇巴 ，巴西职业篮球运动员。

## NBA生涯
多伦多猛龙队在2004年NBA选秀中第一轮第8顺位选择了阿劳约，在他的新秀赛季中在球场上的作用很有限，每场比赛出场12.5分钟得到场均3.3分和3.1个篮板，在2005年1月5日队阵萨克拉门托国王的比赛中抓到了他职业生涯最高的14个篮板，而在1月9日和金州勇士的比赛中则得到了职业生涯最高的14分。
2005-06赛季阿劳约在多伦多猛龙度过一个失望的赛季之后，在每场出场11.6分钟的时间里只取得了2.3分、2.8个篮板，命中率也只有36.6%，而多伦多总经理罗布·巴布科克被解雇，其中一个不成功的案例就是选择了阿劳约，阿劳约于2006年6月8日被交易去了犹他爵士。
在猶他爵士，阿劳约沒有得到重用，大多數在球隊大比數落後或領先時的比賽末段才獲派上陣。但他於2006年NBA季後賽中防守聖安東尼奧馬刺隊的蒂姆·鄧肯受到讚揚。季後轉投俄羅斯籃球超級聯賽的 Spartak Saint Petersburg （页面存档备份，存于）。